# Pseudonautia machigenga
Pseudonautia machigenga är en insektsart som beskrevs av Marius Descamps 1978. Pseudonautia machigenga ingår i släktet Pseudonautia och familjen Romaleidae. Inga underarter finns listade i Catalogue of Life.